# Kościół Trójcy Przenajświętszej w Komarowie-Osadzie
Kościół Trójcy Przenajświętszej – rzymskokatolicki kościół parafialny należący do dekanatu Tyszowce diecezji zamojsko-lubaczowskiej.

## Historia
Obecna świątynia została wybudowana w latach 1904-1911 według projektu architekta Kazimierza Skórewicza. Podczas działań wojennych w latach 1939-1944 kościół został uszkodzony, a w latach 1944-1945 został wyremontowany. Kościół został zbudowany w stylu neogotyckim i składa się z trzech naw. Jest to budowla murowana wzniesiona z cegły i pokryta blachą miedzianą.

## Wyposażenie

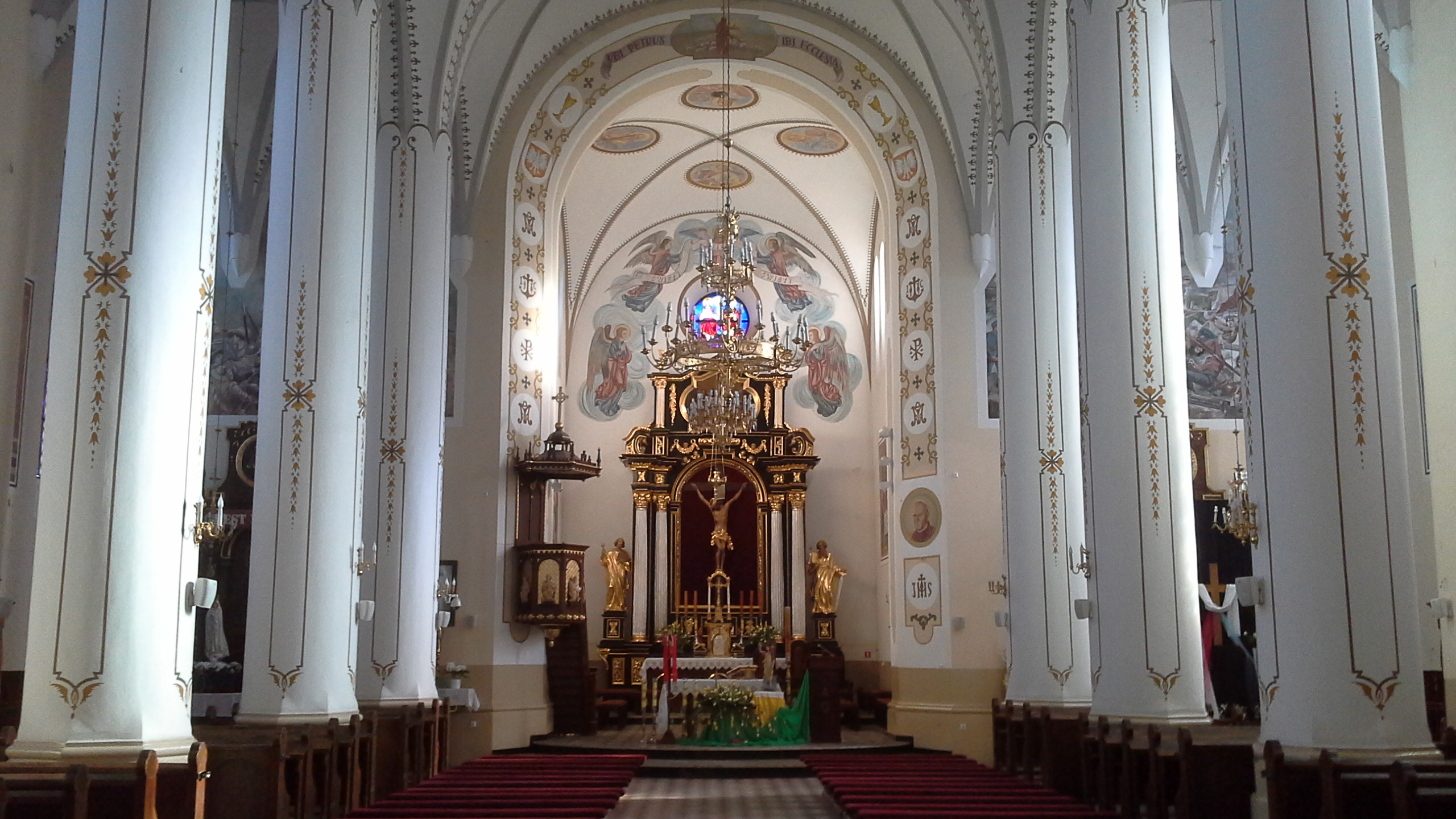
Wnętrze świątyni

### Ołtarz główny
Ołtarz główny w stylu barokowym pochodzi z początku XVIII wieku i został przeniesiony z poreformackiego kościoła św. Katarzyny w Zamościu. Po zniszczeniach z 1939 roku został uzupełniony. 
W nim znajduje się krucyfiks w stylu późnobarokowym z 2. połowy XVIII wieku, pochodzący z kościoła bernardyńskiego św. Antoniego z Padwy w Radecznicy. Umieszczony jest na tle obrazu z malowanymi wizerunkami Matki Bożej i św. Jana Ewangelisty oraz przedstawieniem Jerozolimy w tle, wykonanymi w tym sam czasie co ołtarz, gruntownie przemalowanymi.

### Pozostałe
- Chrzcielnica w stylu rokokowym pochodzi z 3. ćwierci XVIII wieku i jest zwieńczona pokrywą w kształcie ażurowej korony.
- Krucyfiks w stylu barokowym, który został wykonany w końcu XVII wieku i pochodzi zapewne z franciszkańskiego kościoła Zwiastowania Najświętszej Maryi Panny w Zamościu.
- Obraz Trójcy Świętej pochodzi z 1. połowy XIX wieku i znajduje się w nowszym ołtarzu bocznym.
- Monstrancja w stylu klasycystycznym z datą 1830.
- Puszka gładka z datą 1807 została ufundowana przez Jędrzeja Dragana. Świecznik do paschału drewniany pochodzi z XVIII-XIX wieku.
- Dwa świeczniki w kształcie klęczących aniołków, w stylu późnobarokowym z XVIII wieku.
- Żyrandol kryształowy z XVIII wieku o pięciu ramionach[2].